# 卢启伟
卢启伟（1957年—），中国前男子乒乓球运动员。他曾获得1979年世界乒乓球锦标赛男子团体亚军，在决赛中，他在自身参加的两场对决中均告负。